# Дубарова, Петя
Петя Стойкова Дубарова (25 апреля 1962, Бургас, Болгария — 4 декабря 1979, Бургас, Болгария) — болгарская поэтесса. Покончила жизнь самоубийством в 17-летнем возрасте.

## Биография
Петя Дубарова родилась в 1962 году в Бургасе в семье учительницы литературы Марии и рабочего Стойко Дубаровых. Училась в гимназии с углублённым изучением английского языка, писала стихи с раннего возраста. Её наставниками были поэты Христо Фотев и Григор Ленков. Произведения Дубаровой печатались в газетах «Септемврийче» и «Народная Младен» и журналах «Родна реч» и «Младеж». Среди её стихотворений многие были посвящены природе, в частности морю. В 1978 году она снялась в фильме Георги Дюлгерова «Подмена». В 1979 году покончила жизнь самоубийством в 17-летнем возрасте. По некоторым данным, причиной самоубийства стало обвинение в саботаже во время прохождения школьной практики на заводе. Посмертно был опубликован её сборник стихов «Аз и морето».
По решению Совета Министров и с согласия родителей поэтессы на месте дома, в котором она жила, был в 1995 году открыт Дом-музей Пети Дубаровой. На её стихотворения писали песни Петя Буюклиева, Йорданка Христова, Тончо Русев и Ваня Костова. Веселин Андреев написал «Сонату о Пете Дубаровой».